# Moczownik
Moczownik, inaczej: przewód omoczniowy (łac. urachus) – pasmo tkanki łącznej będące pozostałością omoczni, jednej z błon płodowych, która w pewnym okresie znajduje się wewnątrz sznura pępowinowego. W życiu pozapłodowym struktura ta jest rozpoznawana jako więzadło pępkowe pośrodkowe. Leży ono w przestrzeni Retziusa między powięzią poprzeczną a otrzewną ścienną, która przykrywa je od tyłu (jako fałd pępkowy pośrodkowy). Łączy pępek ze szczytem pęcherza moczowego.
Przed zaniknięciem moczownik składa się z podłużnych pasm mięśniówki gładkiej, biorących swój początek bezpośrednio z mięśnia wypierającego pęcherza. Wewnątrz jest on wyłożony jednowarstwowym nabłonkiem gruczołowym. Zachowanie drożności w życiu dorosłym może prowadzić do kilku nieprawidłowości rozwojowych, stosunkowo rzadko dających objawy kliniczne: torbieli moczownika, szczeliny pępkowej lub pełnej przetoki oraz nowotworów tej struktury.

## Embriogeneza
Omocznia, będąca jedną z błon płodowych, powstaje w 16 dniu rozwoju zarodka jako uwypuklenie tylnej części pęcherzyka żółtkowego do szypuły łączącej. Uczestniczy w tworzeniu przegrody moczowo-odbytowej (ang. urorectal septum), oddzielającej zatokę moczowo-płciową od kanału odbytniczego. Ze szczytu zatoki powstaje między 9–13. tygodniem pęcherz moczowy. W szczytowym momencie swojego rozwoju (8 tydzień) zajmuje całą długość sznura pępowinowego; po tym czasie zanika, pozostawiając podłużny przewód zwany moczownikiem, łączący szczyt uformowanego pęcherza moczowego z pępkiem. Przed końcem ciąży światło moczownika zamyka się i całość włóknieje, pozostawiając łącznotkankowe pasmo zwane więzadłem pępkowym pośrodkowym.

## Znaczenie kliniczne
Uważa się, że izolowane anomalie wynikające z zachowania drożności moczownika są spotykane rzadko. Najnowsze doniesienia podkreślają jednak fakt, że pozostałości moczownika (ang. urachal remnants, UR) można wykryć nawet u 60% pacjentów poniżej 16. roku życia, którzy zgłaszają objawy urologiczne. Odsetek rozpoznawanych UR maleje z wiekiem, co świadczy o postępującym procesie włóknienia w trakcie dalszego rozwoju. Schorzenia onkologiczne dotyczące moczownika omówiono osobno.
Wyróżnia się cztery rodzaje możliwych nieprawidłowości anatomicznych:
- Torbiel moczownika (ang. urachal cyst): najczęstsza wada polegająca na gromadzeniu się płynu surowiczego wewnątrz izolowanego odcinka moczownika, który zachował drożność. Aktywność wydzielnicza nabłonka prowadzi do wytworzenia cysty, mogącej zostać ogniskiem infekcji
- Drożny moczownik, inaczej: przetoka pępkowa (ang. urachal fistula): pełna drożność przewodu prowadzi do wyciekania moczu przez otwór w pępku
- Szczelina pępkowa (ang. urachal sinus): drożność górnej części przewodu, umożliwiająca włożenie sondy przez otwór w pępku
- Uchyłek pęcherzowy moczownika (ang. urachal a. vesicourachal diverticulum): najrzadziej spotykana przypadłość, kiedy drożny pozostaje dolny odcinek przewodu; sprzyja to retencji moczu oraz infekcjom

Notowano również pojedyncze przypadki przepukliny pęcherza moczowego (poprzez otwór w pępku) oraz znacznego poszerzenia sznura pępowiny z powodu przetrwałego wewnątrz przewodu omoczniowego. Podczas cewnikowania naczyń pępkowych perforacja drożnej części moczownika skutkuje gromadzeniem się moczu w otrzewnej z narastaniem wodobrzusza.

### Diagnostyka
Do najczęściej zgłaszanych dolegliwości należy występowanie szczeliny pępkowej, wyczuwalna masa w podbrzuszu, ból brzucha, zapalenie pępka oraz (rzadziej) problemy z oddawaniem moczu. W każdym wypadku należy wykluczyć współwystępowanie innych defektów układu moczowo-płciowego. Do najbardziej użytecznych badań dodatkowych należą ultrasonografia oraz tomografia komputerowa. Rozpoznanie szczeliny powinno nakłonić do wykonania zdjęcia tej przestrzeni z użyciem kontrastu (tzw. sinogram lub fistulogram). Cystografia mikcyjna pozwala zobrazować układ moczowy w całej rozciągłości.
W diagnozie różnicowej u noworodka uwzględnia się izolowane zapalenie pępka, ziarniniak kikuta pępowiny oraz zapalenie naczyń pępkowych; w późniejszym wieku m.in. zapalenie wyrostka robaczkowego. Do wad układu moczowo-płciowego, stwierdzanych łącznie z pozostałościami moczownika, należą: refluks pęcherzowo-moczowodowy, wodonercze, niedrożność ujścia miedniczkowo-moczowodowego, torbiel jajnika.

### Leczenie
Rozpoznanie w okresie noworodkowym pozostałości moczownika nie pociąga za sobą od razu interwencji chirurgicznej. W ciągu pierwszych 6. miesięcy życia większość niewielkich zmian ulega spontanicznej regresji. W wieku późniejszym albo kiedy wada rozwojowa jest bardziej zaawansowana leczeniem z wyboru pozostaje jednak operacja. Stany zapalne, wynikające przeważnie z nadkażenia torbieli (zwykle bakteriami: Staphylococcus spp. lub E. Coli), traktuje się wpierw antybiotykami, a potem wycina w ramach zabiegu.

### Nowotwory moczownika
Zmiany neoplastyczne wywodzące się z tkanek moczownika stanowią mały (<0,4%) odsetek nowotworów pęcherza moczowego. Nie ma dowodów, że stwierdzenie w dzieciństwie pozostałości moczownika sprzyja późniejszemu rozwojowi nowotworu. Profilaktyczne usuwanie pozostałości bywa zalecane, ale stanowisko to spotyka się z krytyką niektórych środowisk. Histologicznie nowotwory te mogą być zaklasyfikowane jako:
- gruczolakoraki, powstające w 5–7. dekadzie życia
- mięsaki, stwierdzane u młodszych (<40 r.ż.) pacjentów

Leczenie polega na chirurgicznym wycięciu zmiany. Kliniczny stopień zaawansowania oraz margines resekcji są najistotniejszymi czynnikami prognostycznymi. Guz jest oporny na radio- i chemioterapię, więc do całkowitego wyleczenia niezbędne jest rozpoznanie go przed tym, jak zaczyna naciekać okoliczne narządy. Z powodu późnego występowania objawów oraz agresywnego przebiegu 5-letni okres przeżycia kształtuje się na poziomie 50%.